# Крикуненко, Вениамин Александрович
Вениамин Александрович Крикуненко (1925, Бачаты — 29 сентября 1943, Ясногородка, Киевская область) — участник Великой Отечественной войны, стрелок 6-й роты 2-го стрелкового батальона 212-го гвардейского стрелкового полка 75-й гвардейской стрелковой дивизии 30-го стрелкового корпуса 60-й армии Центрального фронта, гвардии красноармеец, Герой Советского Союза (1943).

## Биография
Родился в 1925 году на станции Бачаты (ныне пгт Старобачаты, Беловского района Кемеровская область). Позднее семья переехала в город Топки Кемеровской области. Крикуненко окончил семилетнюю школу, работал слесарем в железнодорожных мастерских.
В Красную Армию призван в феврале 1943 году, учился в Кемеровском военном пехотном училище. В августе 1943 года курсантов без присвоения звания направили в Действующую армию. 4 сентября 1943 года красноармеец Крикуненко стал стрелком 6-й стрелковой роты 212-го гвардейского стрелкового полка 75-й гвардейской стрелковой дивизии.
Особо отличился при форсировании реки Днепр севернее Киева, в боях при захвате и удержании плацдарма в районе сел Глебовка и Ясногородка (Вышгородский район Киевской области) на правом берегу Днепра осенью 1943 года. В наградном листе командир 212-го гвардейского стрелкового полка 75-й гвардейской стрелковой дивизии гвардии полковник Борисов М. С. написал:

Гвардии рядовой Крикуненко 23 сентября 1943 года в составе взвода гвардии младшего лейтенанта Яржина первый форсировал реку Днепр и первый ворвался на пароход «Николаев», где взводом взяли в плен пароход «Николаев», баржу с военно-инженерным имуществом, станковый пулемёт, миномёт и двух человек из команды парохода.

Участвуя в бою за деревню Ясногородка, гвардии рядовой Крикуненко действовал смело, решительно и отважно, уничтожив до 18 немецких солдат и офицеров.
Указом Президиума Верховного Совета СССР от 17 октября 1943 года за успешное форсировании реки Днепр севернее Киева, прочное закрепление плацдарма на западном берегу реки Днепр и проявленные при этом мужество и геройство гвардии красноармейцу Крикуненко Вениамину Александровичу присвоено звание Героя Советского Союза.
29 сентября 1943 года в бою за расширение плацдарма погиб около села Ясногородка. Похоронен в Ясногородке.

## Награды
- медаль «Золотая Звезда» Героя Советского Союза (17 октября 1943 года)[3].
- орден Ленина[3].

## Память
- На въезде в село Ясногородка Вышгородского района Киевской области на братской могиле, где похоронен Герой, установлен памятник и мемориальная доска.